# Ebo af Rheims
Ebo af Reims (ca. 775 - 851) var en frankisk biskop. Han fik som ærkebiskop af Reims i 822 af pave Pascal 1. til opgave at missionere i Norden. 
Ebo var søn af en livegen og voksede op med kejser Ludvig den Fromme. I 816 blev han ærkebiskop af Reims. På den tid led Danmark under indre tronstridigheder. Harald Klak, som i 814 blev drevet ud af Danmark af Godfreds sønner, søgte hjælp hos kejser Ludvig og blev 819 genindsat og beherskede en del af Danmark. Denne omstændighed anvendte kejseren for at forsøge at skaffe kristendommen plads blandt danerne. På et møde i Attigny i august 822 fik Ebo til opgave at udføre denne mission. I sommeren 823 var han i Danmark og prædikede evangeliet, men forlod snart det konflikthærgede land. Han synes ikke at have besøgt Danmark igen, men sendte i stedet Ansgar på dennes første missionsrejse til Birka.
På det politiske område støttede Ebo kejser Ludvig den Frommes tre ældste sønner, da de i 833 atter løftede oprørsfanen mod deres fader. Da Ludvig atter var kommet til magten i 835, måtte Ebo erklære sig sit ærkebispe-embede uværdig, hvor efter han blev afsat og ført først til klosteret i Fulda, senere i Fleury. Ved de kampe, som udbrød efter Ludvig den Frommes død i 840 mellem dennes sønner, tog Ebo parti for Lothar og blev atter indsat i sit ærkestift, men da den største del af stiftet havnede i Karl den Skaldedes territorium ved rigsdelingen i Verdun i 843, blev Ebo atter afsat, men blev i stedet biskop af Hildesheim. Biskop Ebo døde 851.